# Seutes I
Seutes I (Seuthes) (gr. Σεύθης, Seúthes) – król trackich Odrysów w latach 424-ok. 410 p.n.e. Syn Sparadokosa, odryskiego króla na zachodzie Tracji. Następca stryja Sitalkesa, króla Odrysów.
Seutes I był niesławny z faktu sojuszu z królem Macedonii Perdikkasem II, który prowadził wojnę ze jego stryjem Sitalkesem, królem Odrysów. Gdy stał się królem, podwoił daninę greckich miast na wybrzeżu. W 411, pod koniec jego panowania, Seutes I prowadził nieudaną ekspedycję wojenną przeciwko Atenom. 
Był pierwszym królem trackim, który bił monety. Poślubił Stratonikę, córkę, Aleksandra I, króla Macedonii. Ok. 410 r. zmarł po ciężkiej chorobie. Po jego śmierci, nastąpił okres walk o tron. Pozostawił po sobie zapewne dwóch synów, którzy zostali później królami Odrysów: Amadokosa I (Medokosa) (ok. 410-390) oraz Hebryzelmisa (ok. 387-384/83). Inni uczeni natomiast uważają, że Saratokos, władca Thasos, był także jego synem.